# ملعب سلوكاس
ملعب سلوكاس هو ملعب متعدد الأغراض في يورمالا، لاتفيا. يستخدم حالياً في الغالب لمباريات كرة القدم ويعتبر الملعب البيتي لنادي يورمالا. يتسع لجلوس 5,000 متفرج.